# Dźwierzno (powiat człuchowski)
Dźwierzno – osada w Polsce położona w województwie pomorskim, w powiecie człuchowskim, w gminie Koczała.
W latach 1975–1998 miejscowość administracyjnie należała do województwa słupskiego.
W 1905 roku wieś wraz z dworem zamieszkiwało 109 osób
Osada wchodzi w skład sołectwa „Łękinia”, obejmującego Dźwierzno i Łękinię